# Aliança Democrata

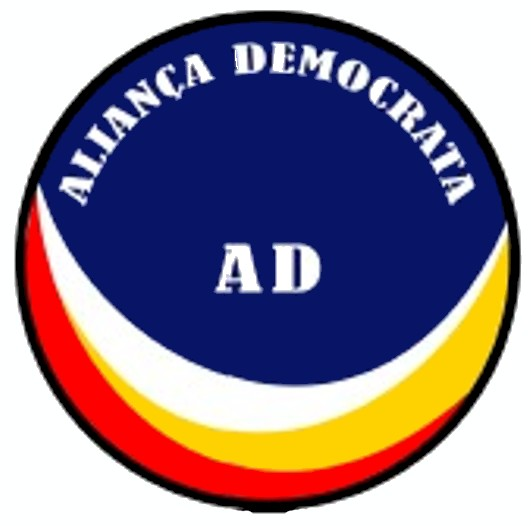
Aliança Democrata

Die Aliança Democrata (AD; deutsch Demokratischen Allianz) war ein Wahlbündnis von drei Parteien in Osttimor, das bei den Parlamentswahlen in Osttimor 2023 antreten wollte.
Ende Januar 2023 wurde die Aliança Democrata von der Aliança Nacional Democrata (AND), Partido do Desenvolvimento Popular (PDP) und Partidu Liberta Povu Aileba (PLPA) gegründet. Die Meldung für das Wahlbündnis erfolgte beim Gericht in der Woche vor Ende der Frist am 5. März 2023. Die Leitung des Bündnisses übernahm Jorge Teme, Vorsitzender der AND.
Allerdings war die offizielle Anerkennung der AND als politische Partei beim Obersten Gericht Osttimors (Tribunal de Recurso) zu diesem Zeitpunkt noch nicht abgeschlossen. Zudem wurde der PDP der Status als Partei wegen Nichterfüllung der gesetzlichen Vorgaben aberkannt, so dass der gesamten AD die Zulassung zur Wahl verwehrt wurde. Die PLPA reichte schließlich als einzelne Partei ihre Anmeldung zur Wahl beim Tribunal ein. PLPA und AND schlossen eine „strategische Vereinbarung“ und die PLPA nahm AND-Mitglieder in ihre Wahlliste auf. Die Liste scheiterte aber an der 4-Prozent-Hürde.